# 塩田勉
塩田勉（しおた つとむ、1939年4月5日- ）は、日本の英文学・言語学者、早稲田大学名誉教授。

## 略歴
東京府（現中野区）生まれ。早稲田大学大学院文学研究科博士課程修了。英国、フランスの大学で応用言語学を研究。ニュージーランドのカンタベリー大学講師、早稲田大学語学教育研究所教授を経て、所長。2004年早稲田大学国際教養学部教授を務め、2010年退職、名誉教授。専攻は文体論と英語教育。

## 著書
- 『文学の深層と地平 文体論の可能性を拓く』(語研教材選書 講座言語と文学 ;早稲田大学語学教育研究所 1991
- 『英米文学の新しい読み方 文体論の可能性を拓く』(語研教材選書 早稲田大学語学教育研究所 1991
- 『イギリス訪問 英会話テキスト』語研教材選書 早稲田大学語学教育研究所 1993
- 『おじさん、語学する』集英社新書 2001
- 『「言語と文学」講義録 文学的直観のプラクティス』国文社 2003
- 『作品論の散歩道 漱石からケータイ小説まで』書肆アルス 2012
- 『〈語学教師〉の物語 日本言語教育小史 第1巻』書肆アルス 2017

### 翻訳
- E.B.タイラー『文化人類学入門』大社淑子,星野恒彦共訳 太陽社 1973
- ハーバート・F.ヨーク『ドキュメント大統領指令「水爆を製造せよ」  科学者たちの論争とその舞台裏』大槻義彦共訳 共立出版 1982
- レオ・シュピッツァー『言語学と文学史 文体論事始』国際文献印刷社 2012

## 論文
- <塩田勉